# Richard Kuhlo
Richard Kuhlo (* 1850 in Ossecken bei Lauenburg i. Pom.; † 21. April 1923 in Nürnberg) war ein deutscher Unternehmer, der seit 1875 die kaufmännische Leitung der Maschinenfabrik J. A. Hilpert in Nürnberg innehatte, ab 1889 die Aktiengesellschaft AMAG-Hilpert-Pegnitzhütte als Generaldirektor leitete und 1919 in den Aufsichtsrat seines Unternehmens wechselte.

## Leben und Werk

### Herkunft, Heirat und Aufstieg
Kuhlos Vater August ist noch 1876 als Pastor in Ossecken nachweisbar. Vorher war er erst Lehrer in Stettin, dann Pastor in Stargordt in Pommern. Kuhlos Mutter war Clara Schröder, Tochter eines Bergrats und Kaufmanns. Sein Bruder Ernst Kuhlo wurde wie er ein bedeutender Unternehmer; Erfinder des „Kuhlo-Rohres“. Richard Kuhlo entstammte also einem eher bildungsbürgerlichen Milieu.
Von den Umständen, die ihn nach Nürnberg verschlugen, ist nichts bekannt. Der 23-jährige trat 1874 als Buchhalter in die Firma J. A. Hilpert ein. Dies zeigt, dass er über eine kaufmännische Ausbildung verfügte.
Ein Jahr später, 1875, ging er die Ehe mit der Tochter des 1873 verstorbenen Firmengründers Johann Andreas Hilpert ein und wurde gleichzeitig von der Witwe Anna-Maria Hilpert mit der kaufmännischen Leitung des Unternehmens beauftragt.

### Generaldirektor der AMAG
Als 1889 die florierende Firma in eine Aktiengesellschaft umgewandelt wurde, übernahm der inzwischen 38-jährige als alleiniger Vorstand und „Generaldirektor“ die Unternehmensleitung. Durch seine Entscheidung errichtete das Nürnberger Unternehmen ein Zweigwerk in Pegnitz. Das Unternehmen gehörte damals zur bayerischen Großindustrie, und Kuhlo wurde „königlich bayerischer Kommerzienrat“.
Diesen Ehrentitel bekam man nicht automatisch, sondern erst nach erheblichen „Stiftungen für das Gemeinwohl“. Dazu gehörte die Initiative Kuhlos zur Errichtung einer „Kleinkinderschule“ in Pegnitz und seine Spende hierfür von 5.000 Mark.
1897 bekam diese Stiftung die „landesherrliche Bestätigung“. Mit der Abdankung des Königs am 7. November 1918 wurde dieser Ehrentitel obsolet, und am 31. Dezember 1918 schied der 68-jährige Richard Kuhlo aus dem Vorstand der Nürnberger Aktiengesellschaft aus. Ob dabei die revolutionären politischen Vorgänge entscheidend waren, kann nur vermutet werden. Auf jeden Fall endete 1918 mit dem politischen Umsturz auch eine Ära in der AMAG.
Die Vorstandsposition hatte Kuhlo 29 Jahre inne, weitere vier Jahre – bis zu seinem Tod im Jahr 1923 – wirkte er im Aufsichtsrat für das Unternehmen.
Die „Armaturen- und Maschinenfabrik AG“, kurz „AMAG‘“, die er familienfremden Vorständen überließ, war sein Lebenswerk und offenbar so gut aufgestellt, dass das Unternehmen das von Kuhlo eingeführte Kerngeschäft über Jahrzehnte fortführen konnte.

### Pionier der Unternehmerverbände
Kuhlo war ein früher Pionier der Arbeitgeberverbände und ein entschiedener Gegner der Gewerkschaften, deren Streben nach Anerkennung als Tarifpartner nicht in sein Weltbild passte.
1890 gründete sich in Berlin ein „Gesamtverband der Metallindustriellen“ mit der Zielsetzung, den Streiks mit koordinierten Aussperrungen entgegenzutreten. Von bayerischen Industriellen wurde ein Beitritt abgelehnt, weil hier Streiks nur selten vorkämen. Dennoch entstand 1893 ein „Verband bayerischer Metallindustrieller Nürnberg, Fürth und Umgebung“ Es muss angenommen werden, dass Richard Kuhlo ein Motor dieses Fachverbandes war. Sein Ziel war jedoch, einen Industriellenverband zu schaffen, der sich nicht auf eine Branche beschränkte.
1896 und 1899 waren Versuche gescheitert, die bayerische Industrie zu organisieren. Erst 1900 konnte hier der „Bund der Industriellen BDI“ mit einem Bezirksverein Nürnberg-Fürth Fuß fassen – Vorsitzender wurde der „Generaldirektor Richard Kuhlo“.
Die Ausdehnung auf die Landeshauptstadt München und auf das Industriezentrum Augsburg gelang erst, als der Sohn Richard Kuhlos, der promovierte Jurist Alfred Kuhlo (1876–1931), im Januar 1902 in München mit Unterstützung seines Vaters eine Geschäftsstelle des BDI eröffnete und den südbayerischen Bezirksverein ins Leben rief.
Parallel dazu wurde der Nürnberg-Fürther Verbund des Vaters auf ganz Nordbayern erweitert, und die Regionalverbände zusammen bildeten den bayerischen Landesverband des BDI (März 1902). Schon nach wenigen Wochen löste sich der BDI auf und schloss sich dem zeitgleich gegründeten „Bayerischen Industriellen-Verband“ (BIV) an, der sich am 31. Mai 1902 nicht ohne das Zutun von Alfred Kuhlo und wiederum nicht ohne Absprache mit seinem Vater gegründet hatte. Über seine gesellschaftliche Stellung, seine juristische Qualifikation und sein überzeugendes Engagement war Richard Kuhlos Sohn schon jetzt ein bedeutender Repräsentant der Unternehmerverbände.
Mit dem BIV war die erste gemeinschaftliche Interessenvertretung der bayerischen Industrie entstanden, unter anderem mit dem erklärten Ziel, die „Verbesserung von Verkehrswegen, kommunaler Angelegenheiten sowie Frachttarifen“ zu erreichen, wohingegen die Verfolgung „irgendwelcher parteipolitischer Ziele“ ausgeschlossen wurde. Vergleicht man dazu die Schriften des Verbandssyndikus Kuhlo jun., dann gehörte zu den Zielen auch die Abwehr von „ungerechtfertigten“ Ansprüchen der Arbeiterschaft und ihrer gewerkschaftlichen Vertretung.
Den Vorsitz des BIV übernahm der Schwiegervater von Alfred Kuhlo, Hermann Aust. Zweiter Vorsitzender wurde der AMAG-Chef Richard Kuhlo. Sein Sohn Alfred Kuhlo wurde Generalsekretär, und der Verband war bis 1905 fast ein Familienbetrieb.
Januar 1906 traten Hermann Aust und Richard Kuhlo von ihren Ämtern als 1. bzw. 2. Vorsitzender des BIV zurück. Richard Kuhlo war nach 1906 noch Beisitzer des Nürnberger Sektionsvorstandes, und 1920 wurde er zum Ehrenvorstand des BIV ernannt.
Die „Familienbande“ Vater, Sohn und Schwiegervater hielt über die Zeit: Alle drei begegneten sich nicht nur im familiären Umfeld und auf der Ebene der Unternehmerverbände, sondern auch im Aufsichtsrat der AMAG.
Richard Kuhlo wechselte nach seinem Rücktritt von der Vorstandsposition in den Aufsichtsrat und war dessen Mitglied von 1919 bis zu seinem Tod 1923. Hermann Aust gehörte diesem Kontrollorgan 20 Jahre lang an (1914 bis 1934), und der „Geheime Regierungsrat Dr. h. c. Dr. Alfred Kuhlo“ von 1918 bis 1931.
Als Richard Kuhlo in den Wirren des militärischen und politischen Zusammenbruchs Ende 1918 die Geschäftsführung der AMAG in jüngere Hände gab, stand nicht nur „seine“ Firma vor einer ungewissen Zukunft. Er musste erkennen, dass er seine Ziele als Verbandsfunktionär nicht erreichen konnte. Schon während des Krieges hatte die Militärführung den Gewerkschaften Zugeständnisse gemacht („Hilfsdienstgesetz“ von 1916), und nach der Kriegsniederlage wurde am 15. November 1918 die „Zentralarbeitsgemeinschaft der industriellen und gewerblichen Arbeitgeber und Arbeitnehmer“ (kurz: Zentralarbeitsgemeinschaft oder ZAG) ins Leben gerufen, und mit ihr erhielten die Gewerkschaften „das ausschließliche Vertretungsrecht, bei Verhandlungen im Namen der Arbeiter aufzutreten“.
Gerade dies zu verhindern war ein primäres Ziel von Vater und Sohn Kuhlo im Dienst der Industriellenverbände. Außer diesem Einstieg in die Tarifautonomie gewannen die Gewerkschaften den Acht-Stunden-Tag mit garantiertem Lohnausgleich und das Mitwirkungsrecht der Arbeitnehmer durch Betriebsräte. Das „Gesetz über die Entsendung von Betriebsratsmitgliedern in den Aufsichtsrat“ vom 15. Februar 1922 bewirkte, dass von nun an zwei AMAG-Arbeiter an den Aufsichtsratssitzungen teilnahmen. Richard Kuhlo erlebte das also noch, und vielleicht hatte er geahnt, dass dies erst der Anfang war.
Heute ist der Aufsichtsrat der KSB AG paritätisch besetzt. Er besteht aus 12 Mitgliedern, davon stellt die Seite der Beschäftigten die Hälfte. Davon gehört ein Mitglied zur Gruppe der „Leitenden Angestellten“ und zwei sind keine Arbeitnehmer des Betriebes, sondern Gewerkschaftsfunktionäre.
Die „Zentralarbeitsgemeinschaft“ zerbrach zwar 1924 am Widerstand der Unternehmer, aber das erlebte Richard Kuno nicht mehr. Er war am 21. April 1923 im Alter von 73 Jahren verstorben.

## Ehrungen
- Königlich bayerischer Kommerzienrat